# FC Stjärnans stora seger
FC Stjärnans stora seger skrevs av Arne Norlin, och utkom 1995.

## Handling
Gustav, även kallad Knäcken, samt Mini-Matte och hans fotbolls-pojklag FC Stjärnan skulle åkt till Gothia Cup, men då de inte anmält sig i tid blir det Kronblom Cup i Örebro i stället. På tåget hör de några personer prata, och de tror att de planerar rån. Laget får förstärkning av Dušan och Nikola från det gamla Jugoslavien.
Även Gustavs syster åker med på cupen, och spelar i sitt flicklag. FC Stjärnan lyckas slå ut Hammarby IF i cupen, men blir sedan utslagna av Örebro SK. De kommer också i bråk med några skinheads. Rånarna visar sig dock inte vara rånare, utan bridge.
Laget kommer sedan hem till Stockholm igen, men då Gustavs familj åker till Strömstad på semester spelar Strömstads lag mot Liverpool FC där. Gustav får då autografen av John Barnes.